# Mount Pieter Botte
Mount Pieter Botte är ett berg i Australien. Det ligger i regionen Cairns och delstaten Queensland, omkring 1 500 kilometer nordväst om delstatshuvudstaden Brisbane. Toppen på Mount Pieter Botte är 1 057 meter över havet, eller 370 meter över den omgivande terrängen. Bredden vid basen är 4,5 km.
Trakten är glest befolkad.
I omgivningarna runt Mount Pieter Botte växer i huvudsak städsegrön lövskog.  Genomsnittlig årsnederbörd är 1 526 millimeter. Den regnigaste månaden är mars, med i genomsnitt 394 mm nederbörd, och den torraste är september, med 11 mm nederbörd.